# Ocean City, Florida
Ocean City är en ort (CDP) i Okaloosa County, i delstaten Florida, USA. Enligt United States Census Bureau har orten en folkmängd på 5 550 invånare (2010) och en landarea på 4,1 km².